# Alsóberecki, Borsod-Abaúj-Zemplén
Alsóberecki este un sat în districtul Sátoraljaújhely, județul Borsod-Abaúj-Zemplén, Ungaria, având o populație de 785 de locuitori (2011). 

## Demografie
Componența etnică a satului Alsóberecki
     Maghiari (92,59%)
     Romi (5,21%)
     Slovaci (2,19%)
Componența confesională a satului Alsóberecki
     Reformați (34,14%)
     Romano-catolici (26,5%)
     Greco-catolici (9,81%)
     Fără religie (3,06%)
     Necunoscută (26,11%)
     Atei (0,38%)
     Alte religii (1,78%)
Conform recensământului din 2011, satul Alsóberecki avea 785 de locuitori. Din punct de vedere etnic, majoritatea locuitorilor (92,59%) erau maghiari, existând și minorități de romi (5,21%) și slovaci (2,19%). Nu există o religie majoritară, locuitorii fiind reformați (34,14%), romano-catolici (26,5%), greco-catolici (9,81%) și persoane fără religie (3,06%). Pentru 26,11% din locuitori nu este cunoscută apartenența confesională.